# Открытый чемпионат Шэньчжэня по теннису среди женщин
Открытый чемпионат Шэньчжэня — женский профессиональный международный теннисный турнир, проводимый в первые дни нового года в Шэньчжэне (Китай) на хардовых кортах. С 2013 года относится к международной серии WTA с призовым фондом 775 тысяч долларов и турнирной сеткой, рассчитанной на 32 участницы в одиночном разряде и 16 пар.

## Общая информация
Теннис в Шэньчжэне
Шэньчжэнь является одним из центров развития китайского женского тенниса. В 1990-е — 2000-е годы здесь прошло множество соревнований профессионального тура.
В конце 2000-х годов шэньчженский теннисный центр был реконструирован в рамках подготовки города к приёму летней Универсиады.
Сроки проведения и место в календаре
С 1999 года в соседнем Гонконге проводился крупный женский выставочный турнир, который к 2012 году несколько раз испытывал проблемы с финансированием, менял формат и, в итоге, был закрыт. Создавать новый выставочный турнир национальная федерация не захотела, а на выкуп лицензии у WTA и согласование всех деталей организации турнира ушёл лишний год.
Помимо гонконгского турнира, с 2009 года, китайская федерация создала в этот период и несколько соревнований профессионального статуса: параллельно первым двум неделям календаря WTA были созданы турниры в Цюаньчжоу и Пинго с призовым фондом в 50 и 25 000 долларов соответственно. Когда факт проведения шэньчжэньского турнира был официально утверждён, турнир в провинции Фуцзянь был сдвинут на неделю вперёд, а соревнование в Гуанси-Чжуанском автономном районе отменено.
Появление турнира в Китае позволило календарю WTA обновить несколько внутренних рекордов: впервые с 1995 года на дебютной неделе был проведён турнир не в Австралазии (в предыдущий раз в это время было сыграно соревнование в Джакарте) и впервые с момента проведения Australian Open в январе на первой подготовительной к нему неделе было проведено сразу три турнира. Попутно федерация создала третье своё соревнование в календаре WTA; больше турниров проводили только национальные федерации Австралии и США.
История турнира
Первой сеянной и победительницей дебютного турнира в одиночном разряде была сильнейшая китайская теннисистка того времени Ли На.
На втором призе в рамках одиночного турнира был разыгран второй в истории китайский мононациональный финал в истории WTA.

## Финалы турниров
| Год  | Чемпионка              | Финалистка        | Счёт           |
| ---- | ---------------------- | ----------------- | -------------- |
| 2020 | Екатерина Александрова | Елена Рыбакина    | 6-2 6-4        |
| 2019 | Арина Соболенко        | Алисон Риск       | 4-6 7-6(2) 6-3 |
| 2018 | Симона Халеп (2)       | Катерина Синякова | 6-1 2-6 6-0    |
| 2017 | Катерина Синякова      | Алисон Риск       | 6-3 6-4        |
| 2016 | Агнешка Радваньская    | Алисон Риск       | 6-3 6-2        |
| 2015 | Симона Халеп           | Тимея Бачински    | 6-2 6-2        |
| 2014 | Ли На (2)              | Пэн Шуай          | 6-4 7-5        |
| 2013 | Ли На                  | Клара Закопалова  | 6-3 1-6 7-5    |

| Год  | Чемпионки                            | Финалистки                           | Счёт           |
| ---- | ------------------------------------ | ------------------------------------ | -------------- |
| 2020 | Барбора Крейчикова Катерина Синякова | Дуань Инъин Чжэн Сайсай              | 6-2 3-6 [10-4] |
| 2019 | Пэн Шуай (2) Ян Чжаосюань            | Рената Ворачова Дуань Инъин          | 6-4 6-3        |
| 2018 | Ирина-Камелия Бегу Симона Халеп      | Барбора Крейчикова Катерина Синякова | 1-6 6-1 [10-8] |
| 2017 | Андреа Главачкова Пэн Шуай           | Йоана Ралука Олару Ольга Савчук      | 6-1 7-5        |
| 2016 | Ваня Кинг Моника Никулеску (2)       | Сюй Ифань Чжэн Сайсай                | 6-1 6-4        |
| 2015 | Людмила Киченок Надежда Киченок      | Лян Чэнь Ван Яфань                   | 6-4 7-6(6)     |
| 2014 | Моника Никулеску Клара Закопалова    | Людмила Киченок Надежда Киченок      | 6-3 6-4        |
| 2013 | Чжань Хаоцин Чжань Юнжань            | Ирина Бурячок Валерия Соловьёва      | 6-0 7-5        |